# قطعنامه ۱۹۵۷ شورای امنیت
قطعنامه  ۱۹۵۷ شورای امنیت سازمان ملل متحد که در تاریخ ۱۵ دسامبر ۲۰۱۰ تصویب شد، سندی بین‌المللی دربارهٔ بررسی وضعیت مربوط به عراق است. این قطعنامه طی نشست ۶۴۵۰ام با ۱۵ رای موافق، ۰ مخالف و ۰ ممتنع تصویب شد.